# Ousseni Zongo
Pour les articles homonymes, voir Zongo (homonymie).
Ousseni Zongo, né le 6 août 1984 à Ouagadougou (Burkina Faso) est un footballeur burkinabé, qui évolue au poste de milieu au Valletta Football Club en première division maltaise.

## Carrière internationale
Il est international burkinabé. Il a joué deux matchs internationaux, le premier le 17 novembre 2004 lors de Maroc-Burkina Faso (défaite 4-0) où il est entré à la 81e minute. La seconde sélection a eu lieu le 9 février 2005 lors de la défaite 3-0 contre l'Algérie 3-0, match pendant lequel il a joué la deuxième mi-temps. 
En 1999, il est sélectionné en équipe du Burkina Faso -17 ans et joue 3 matchs lors de la Coupe du monde -17 ans. Dans le groupe du Paraguay, du Qatar et de la Jamaïque, les Burkinabés terminent troisième et ne se qualifient pas pour les quarts de finale de la compétition.
En 2003, il joue quatre matchs et marque un but lors de la Coupe du monde -20 ans. Il inscrit le but de la victoire lors de la victoire 1-0 contre la Slovaquie. Il est tout de même arrivé en huitièmes de finale avec des joueurs comme Kassi Ouédraogo ou Amara Ouattara.